# Dwayne Mitchell
Dwayne Mitchell (New Orleans, 24 agosto 1982) è un ex cestista statunitense.